# アイテュラ
アイテュラ（古希: Αἴθυλλα, Aithylla）は、ギリシア神話の女性である。トロイアの王ラーオメドーンの娘で、ティートーノス、ラムポス、クリュティオス、ヒケターオーン、プリアモス、ヘーシオネー、アステュオケー、キラ、プロクレイア、メーデシカステー、クリュトドーラーと兄弟。

## 神話
コノーンはトロイア戦争後、アイテュアがプローテシラーオスの捕虜となったとしている（一般的にプローテシラーオスはトロイア戦争の開戦時に戦死する）。この物語によるとプローテシラーオスの船団は嵐に遭い、ギリシアの北東部、カルキディケ半島のスキオネとメンデの間に漂着した。プローテシラーオスと彼の部下がみな水を求めて上陸すると、アイテュスは他の捕虜を扇動して船に火を放った。彼女の主張はギリシアに着いたら奴隷として売り飛ばされるに違いないというものだった。船を失ったプローテシラーオスは仕方なく帰国を諦め、その地に都市スキオネを創建し、トロイア人たちとともに住んだ。
同様の物語がイタリア半島南部のギリシア人植民都市クロトンに伝わっている。それによるとトロイア戦争後、帰国の船団からはぐれた一部の船がこの辺りに漂着したが、ギリシアの男たちが上陸した隙に、船旅に疲れた捕虜のトロイア人の女が火を放った。ギリシア人たちは土地が豊かだったため仕方なく同地に住み着いたが、すぐに別のギリシア人が入植し、競い合うようにして多くの植民都市が生まれ、その多くはトロイアにちなんだ都市名をつけた。クロトンの近くを流れるネアイトス川は上記の故事にちなんだもので「船焼き」という意味だという。